# Jeppe Huldahl
Jeppe Huldahl (Holstebro, 7 februari 1982) is een professioneel golfer uit Denemarken. Hij speelt op de Europese PGA Tour (ET).

## Amateur

### Gewonnen
- 2003: Danish Amateur Stroke Play Championship

## Professional
In 2003 werd Huldahl professional en ging naar de Tourschool, waar hij bij zijn eerste poging al een tourkaart voor de Europese Tour haalde. Huldahl is de jongste Deen op de Tour. Toen Steen Tinning daar als eerste Deen in 1996 ten tonele kwam, kwamen er van de Scandinavische landen alleen Zweedse spelers op de tour, en nog steeds zijn er weinig Denen.
Zijn eerste seizoen viel wat tegen, waarna hij in 2005 op de Europese Challenge Tour speelde. Ook dat ging niet zoals hij hoopte, totdat hij in 2008 het Lexus Open in Noorwegen won. Op Golfclub Houtrak eindigde hij vervolgens op de tweede plaats bij de Dutch Futures. Mede hierdoor eindigde hij in de top 10 van de Order of Merit en promoveerde hij naar de Europese Tour.
Na een onopvallende start van het seizoen won hij in juni het Celtic Manor Wales Open. Hij was de derde Deense winnaar op de Europese Tour in 2009. Voor hem wonnen Søren Kjeldsen (Open de Andalucia) en Anders Hansen (Joburg Open).

### Gewonnen

#### Europese Tour
- 2009: Celtic Manor Wales Open

#### Challenge Tour
- 2008: Lexus Open in Noorwegen

#### Elders
- 2007: Dangaard Telecom Masters (Ecco Tour)